# Zwei Halbzeiten in der Hölle
Zwei Halbzeiten in der Hölle (Originaltitel: Két félidő a pokolban) ist ein ungarisches Filmdrama des Regisseurs Zoltán Fábri aus dem Jahr 1961. Der Film spielt zur Zeit des Zweiten Weltkrieges und hat die Umstände des sogenannten Todesspiels in Kiew von 1942 zur Grundlage.

## Handlung
Zum Geburtstag von Adolf Hitler am 20. April 1944 soll in einem ungarischen Straflager in der Ukraine ein Fußballspiel zwischen deutschen Soldaten und Häftlingen durchgeführt werden. Der ehemalige Nationalspieler Ónódi soll aus den Häftlingen seiner Baracke eine Mannschaft bilden. Ónódi fordert im Gegenzug Extrarationen ein, dazu einen Ball für das Training. Außerdem sollen seine Spieler vom Arbeitsdienst befreit werden. Der deutsche Kommandant akzeptiert die Forderungen, fordert jedoch, dass Ónódi auf jüdische Spieler in seinem Team verzichtet. Ónódi sieht sich nicht in der Lage, aus den Männern seiner Baracke eine Mannschaft zu formen. Von den 98 Insassen können nur acht Fußball spielen. Also muss er auch Spieler in anderen Baracken suchen.
Aus einer Baracke meldet sich Steiner, der jedoch Jude ist und auch nicht Fußball spielen kann. Dennoch hat er sich aus Todesangst gemeldet. Während eines Trainings können die Spieler einen Wärter überwältigen. Sie unternehmen einen Fluchtversuch, der jedoch scheitert. Ihnen wird die Todesstrafe angedroht, dennoch werden sie aufgefordert, das Spiel durchzuführen.
Zu Beginn des Spieles sind die Häftlinge mutlos und liegen schnell mit 0:3 zurück. Doch schon bald wird ihr Kampfgeist geweckt. Noch vor der Halbzeit verkürzen sie auf 1:3. In der Pause wird den Spielern mitgeteilt, dass sie nicht hingerichtet werden, sollten sie das Spiel verlieren. Die Häftlinge schenken jedoch den Ansagen keinen Glauben. In der zweiten Halbzeit gelingt es ihnen, drei Tore zu schießen und damit die Häftlingsmannschaft in Führung zu bringen. Sie alle werden noch während des Spieles hingerichtet.

## Kritiken
Das Lexikon des internationalen Films bezeichnet das Werk als „in inhaltlicher wie formaler Hinsicht gleichermaßen eindrucksvoller Film“. Sandro Forte auf Cinetalk lobte den geduldigen und effizienten Aufbau der Geschichte durch das Autorenduo Fábri/Bacsó. Ebenso wird die kunstvolle Kameraarbeit und die Darstellungen der Hauptdarsteller Sinkovits und Garas gelobt. Als Fazit bezeichnet er den Film als wundervolles Sport- und Kriegsdrama.

## Hintergrund
Die Uraufführung fand am 2. November 1961 statt. Die ungarische Originalversion hat eine Länge von 140 Minuten. In Deutschland kam der Film am 21. Juni 1965 in einer um 45 Minuten gekürzten Fassung ins deutsche Fernsehen.
Der US-Film Flucht oder Sieg aus dem Jahr 1981 von John Huston erzählt eine ähnliche Geschichte, die jedoch ein Happy End hat.
2020 entstand ein US-amerikanisch-kroatisches Remake mit dem Titel The Match.

## Auszeichnungen
Beim Festival Internacional de Cine de Mar del Plata wurde der Film als bester Film nominiert. Beim Internationalen Filmfestival von Thessaloniki erhielt er eine Nominierung für den Ehrenpreis. Beim Filmfestival von Boston gewann er den Kritikerpreis.